# Spinicrus continentalis
Spinicrus continentalis is een hooiwagen uit de familie Monoscutidae.